# قرطاج (تونس)
قرطاج (به عربی: قرطاج) یک منطقهٔ مسکونی در تونس است که در استان تونس واقع شده‌است. قرطاج ۱۸۰ کیلومتر مربع مساحت و ۲۴٬۲۱۶ نفر جمعیت دارد.

## خواهرخوانده
شهرهای کارتاخنا، اسپانیا، اکس-آن-پرووانس، ورسای و صور خواهرخوانده‌های قرطاج هستند.